# Oratorio dei Santi Pietro e Paolo (Palermo)
L'oratorio dei Santi Pietro e Paolo è un luogo di culto del quartiere Monte di Pietà o Seralcadi ubicato in via Matteo Bonello adiacente al Palazzo Arcivescovile.

## Ospedale dei Sacerdoti
- 1694, per volontà dell'arcivescovo Ferdinando Bazan y Manriquez[1] è istituito l'ospedale dei Sacerdoti con primitiva sede presso un'abitazione adiacente alla chiesa di Santa Maria di Portosalvo.[2]
- 1695, l'ospedale è temporaneamente accolto presso la Strada Nuova adiacente al monastero delle Stimmate di San Francesco d'Assisi.[2]
- 1696, sede definitiva presso il Palazzo arcivescovile[2] sotto il titolo dell'«Immacolata Concezione di Maria Vergine e dei Santissimi Pietro e Paolo Apostoli».

## Storia
- 1697, l'attuale oratorio è edificato come cappella dell'adiacente ospedale dei Sacerdoti.[3]
- 1897, restauri dell'architetto Francesco Paolo Palazzotto allievo di Giuseppe Damiani Almeyda.

## Prospetto
Una cancellata in ferro battuto delimita il grande scalone in pietra di Billiemi che conduce all'edificio progettato da Paolo Amato.
Lungo la rampa s'incontra un primo portale bugnato con festoni e mascheroni, verosimilmente segnala l'ingresso dell'ospedale dei Sacerdoti.
Il fastoso portale barocco rivolto a settentrione è caratterizzato da colonne tortili fiorate sormontate da timpano con volute a ricciolo e putti sdraiati sulle cimase. Una nicchia intermedia contiene la statua dell'Immacolata Concezione. Mensole esterne ospitano le statue di san Pietro e san Paolo. Medesimo stile mostra l'elegante loggetta campanaria.

## Interno

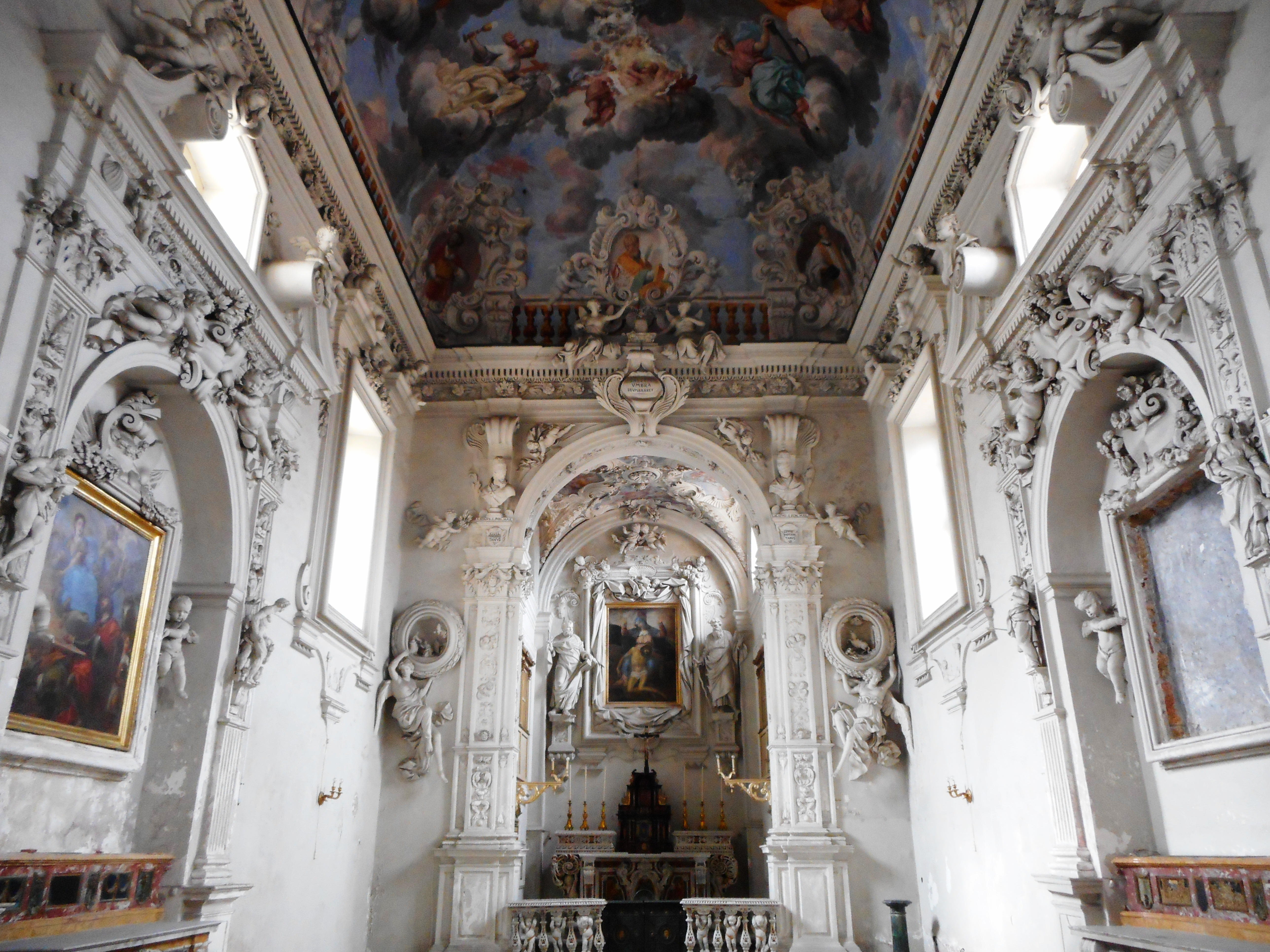
Interno dell'oratorio

L'antioratorio presenta lapidi sepolcrali incastonate nel pavimento e un medaglione con un busto alle pareti. Un tondo con festoni ornamentali è inserito nel cornicione spezzato del portale interno.
L'interno è a navata unica, aula con due altari laterali incassati in archi a tutto sesto dal timpano con volute a ricciolo e putti sdraiati sulle cimase. Putti laterali nell'atto di sostenere le pale d'altare, putti nei pennacchi reggono stemmi e cartigli collocati nelle chiavi di volta delle arcate.
- Nella volta è realizzato l'affresco Incoronazione della Vergine, opera di Filippo Tancredi del 1697.

## Navata
La parete d'ingresso presenta una loggia tripartita da pilastrini decorati da festoni con fiori e frutti. La controfacciata ospita la magnifica opera di Giacomo Serpotta. Il gruppo allegorico raffigura un'aquila cavalcata da un putto trombettiere. Il rapace, proteso verso l'aula regge uno stendardo.
- Parete destra:
  - Altare di Santa Rosalia. Ai lati dell'altare le allegorie della Verginità e della Vittoria. Al centro il dipinto raffigurante santa Rosalia, del XVII secolo d'autore ignoto, copia dell'opera del fiammingo Antoon Van Dyck.[5]
- Parete sinistra: 
  - Altare di San Ferdinando. L'altare è delimitato dalle allegorie Ercole uccide il leone di Nemea e Riposo di Ercole. Al centro è collocato il dipinto raffigurante San Ferdinando di Castiglia implora dalla Vergine la vittoria contro i Mori di (Vincenzo Tancredi[6]) Giuseppe Passeri, opera realizzata nel 1699.
- Altare maggiore custodisce la Madonna della Pietà del lombardo Marcello Venusti.[6] Ai lati le statue di san Pietro e san Paolo realizzate da Vincenzo Messina. Sulla mensa il tabernacolo realizzato in tartaruga, lapislazzuli e diaspri. Le mensole dell'arco trionfale ospitano i busti di pontefici siciliani: papa Sergio I e papa Agatone. Sul cornicione sovrastante sono presenti serafini, la balaustra in marmi mischi accoglie angioletti alternati alle colonnine.

Due grandi angeli ai lati dell'arco sorreggono corone con teatrini raffiguranti rispettivamente la Consegna delle chiavi a Pietro e la Conversione di Paolo.